# Bad Soden am Taunus
Pour les articles homonymes, voir Bad Soden et Taunus (homonymie).
Bad Soden am Taunus est une ville allemande située dans le land de la Hesse et l'arrondissement de Main-Taunus.

## Jumelages
La ville de Bad Soden am Taunus est jumelée avec :
- Rueil-Malmaison (France) ;
- Kitzbühel (Autriche) ;
- Františkovy Lázně (Tchéquie) depuis 1992 ;
- Yōrō-chō (Japon) depuis 2004 ;
- Franklin (États-Unis).

## Personnalités liées à la ville
- Christian Seybold (1695-1768), peintre né à Neuenhain.
- Fritz Fuchs (1894-1977), homme politique né à Bad Soden am Taunus.
- Erna Blencke (1896-1991), pédagogue et femme politique, morte à Bad Soden am Taunus.
- Elvira Bach (1951-), peintre née à Neuenhain.
- Nancy Faeser (1970-), femme politique sociale-démocrate, ministre fédérale de l'Intérieur, née à Bad Soden am Taunus.
- Michael Jung (1982-), cavalier né à Bad Soden am Taunus.
- Sabine Winter (1992-), pongiste née à Bad Soden am Taunus.